# Schloss Lütgenhof

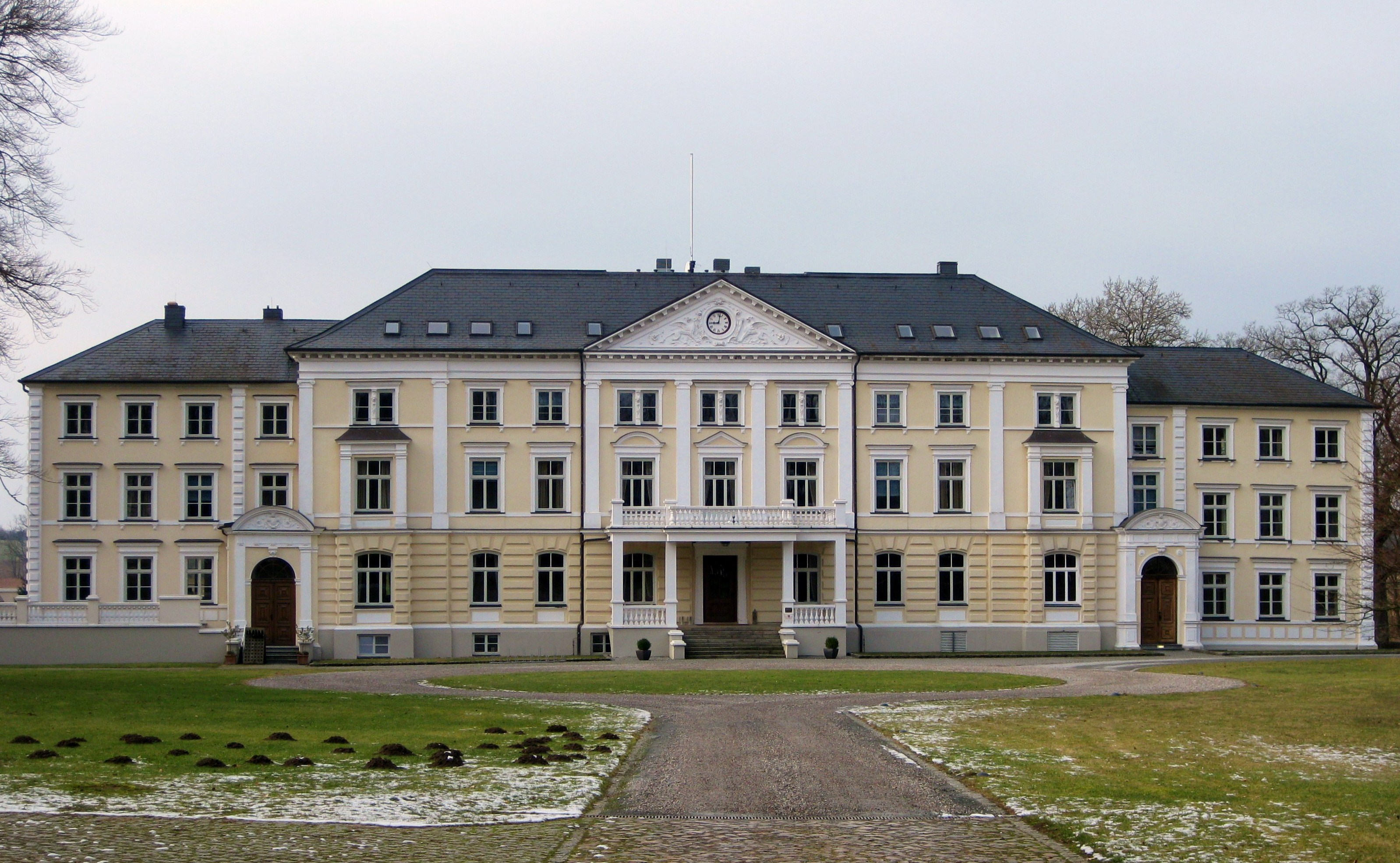
Schloss Lütgenhof, die ostwärts gerichteten Hoffassaden

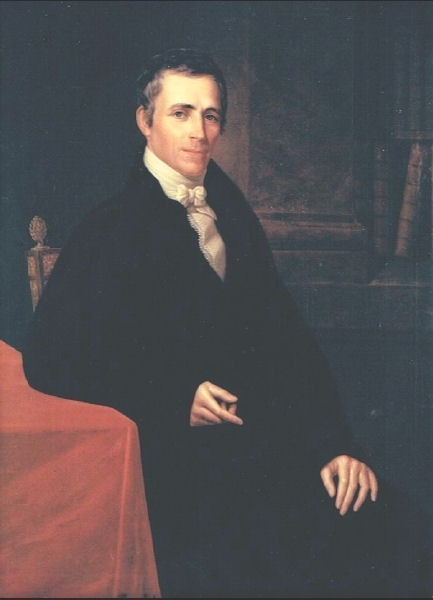
Moritz Christian von Paepcke

Das Herrenhaus Schloss Lütgenhof bei Dassow im Landkreis Nordwestmecklenburg geht auf ein Herrenhaus des 19. Jahrhunderts zurück. Der Bau im Stile des Klassizismus wurde nach der Wiedervereinigung 1992 von der Stadt Dassow an die Jägermeister Mast AG verkauft, bis 1999 umfangreich renoviert und als Hotel mit zwei angeschlossenen Restaurants genutzt. Nach Aufgabe des Hotelbetriebes beherbergt er nach umfangreichen Renovierungsarbeiten seit 2020 eine „Akutklinik für Personale Medizin“.

## Schloss Lütgenhof

### Geschichtlicher Überblick
An der Stelle des heutigen Gebäudes befand sich im Mittelalter eine kleine Burg, die den Übergang der nahen Dassower Brücke bewachte. Der spätere Name wurde unter Clawes Parkentin zu Lütgenhaue um 1744 erstmals erwähnt. Christian August von Berkentin verkaufte Lütgenhof 1746 an Friedrich von Eyben. Da dieser 1787 kinderlos starb, ging der Besitz an seinen Neffen Adolf Gottlieb von Eyben über, der 1791 in den mecklenburgischen Adel aufgenommen wurde. 1815/1816 erwarb der Justizrat Moritz Christian Paepcke (1776–1857) das Gut, der auch einen guten Ruf als Landwirt im Ausland erwarb. Die von Paepcke  saßen von 1755 bis 1901 auch auf dem Gut Quassel bei Hagenow. Als er 1839 als Edler von Paepcke nobilitiert wurde, ließ er ein erstes Herrenhaus auf dem Besitz errichten, das den Ursprung des heutigen Schlosses bildet. Das Gut wurde bis ins 20. Jahrhundert bewirtschaftet. In der jüngeren Besitzersfolge finden wir den Domänenrat Henry von Paepke (1807–1894), ihm folgte der Moritz von Paepcke (1842–1929) und dann zuletzt dessen Sohn Raimer (1880–1954), beide letztgenannten waren auch der Tradition des evangelischen Landadels entsprechend Mitglieder im Johanniterorden. Nach dem 1928, also kurz vor der großen Wirtschaftskrise, besaß Raimar mehrere Güter: Benedicktwerk genannt Hanstorf (Prieschendorf) mit 206 ha, Flechtkrug mit 11 ha, Holm weist 112 ha aus, das Stammgut Lütgenhof mit 844 ha, Prieschendorf hat 679 ha, sowie Tramm mit 463 ha, und noch Hagensruhm im Amt Malchin führt die Größe von 241 ha. Einige Passagen waren davon verpachtet, auch Lütgenhof, andere wurde selbst verwaltet. Die Familie Edler von Paepcke ging 1945 nach Holstein und übernahm das Gut Bredeneek (Ortsteil von Lehmkuhlen) bei Preetz.

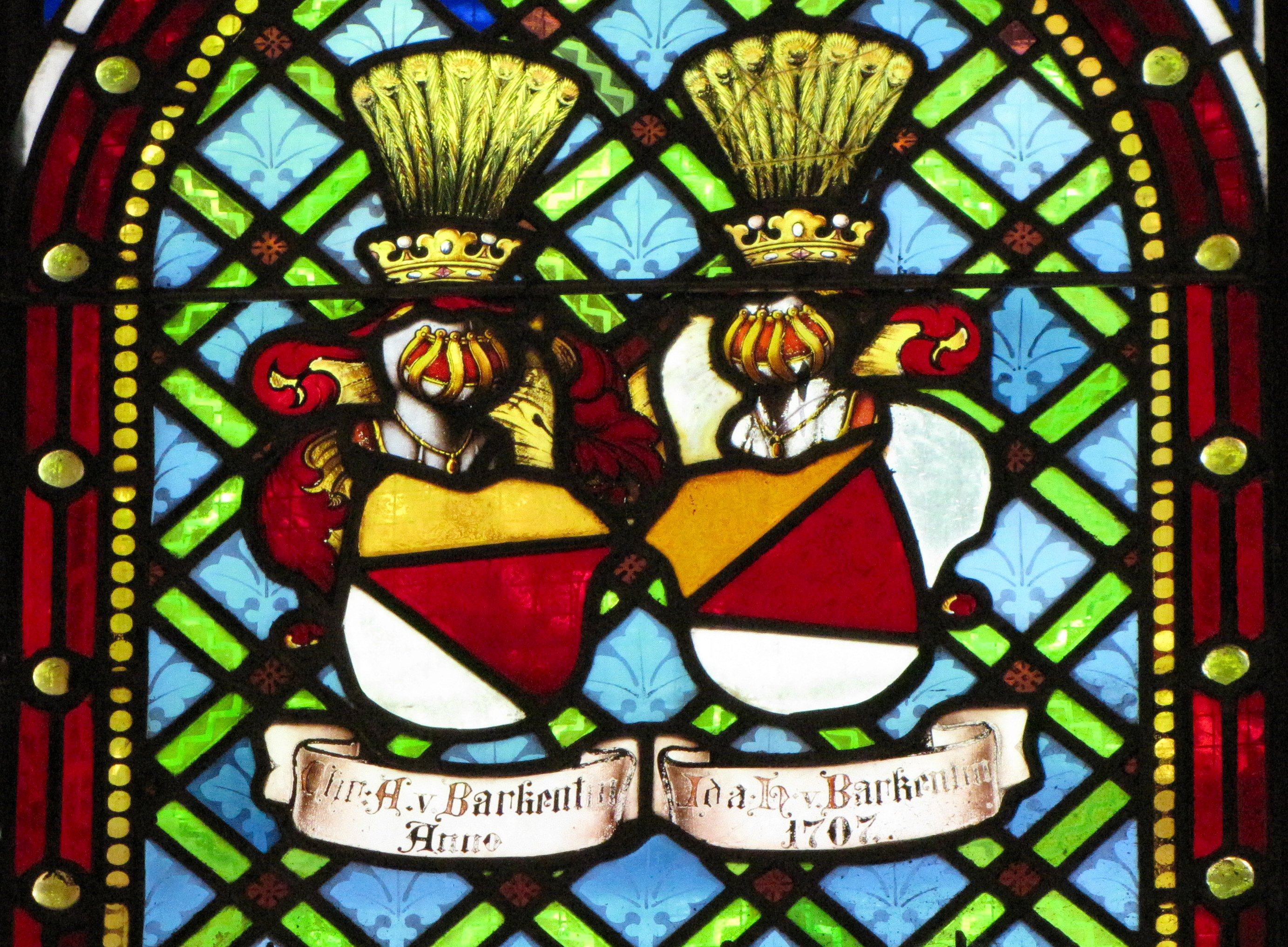
Christian August von Berkentin & Ida Helene von Berkentin 1707
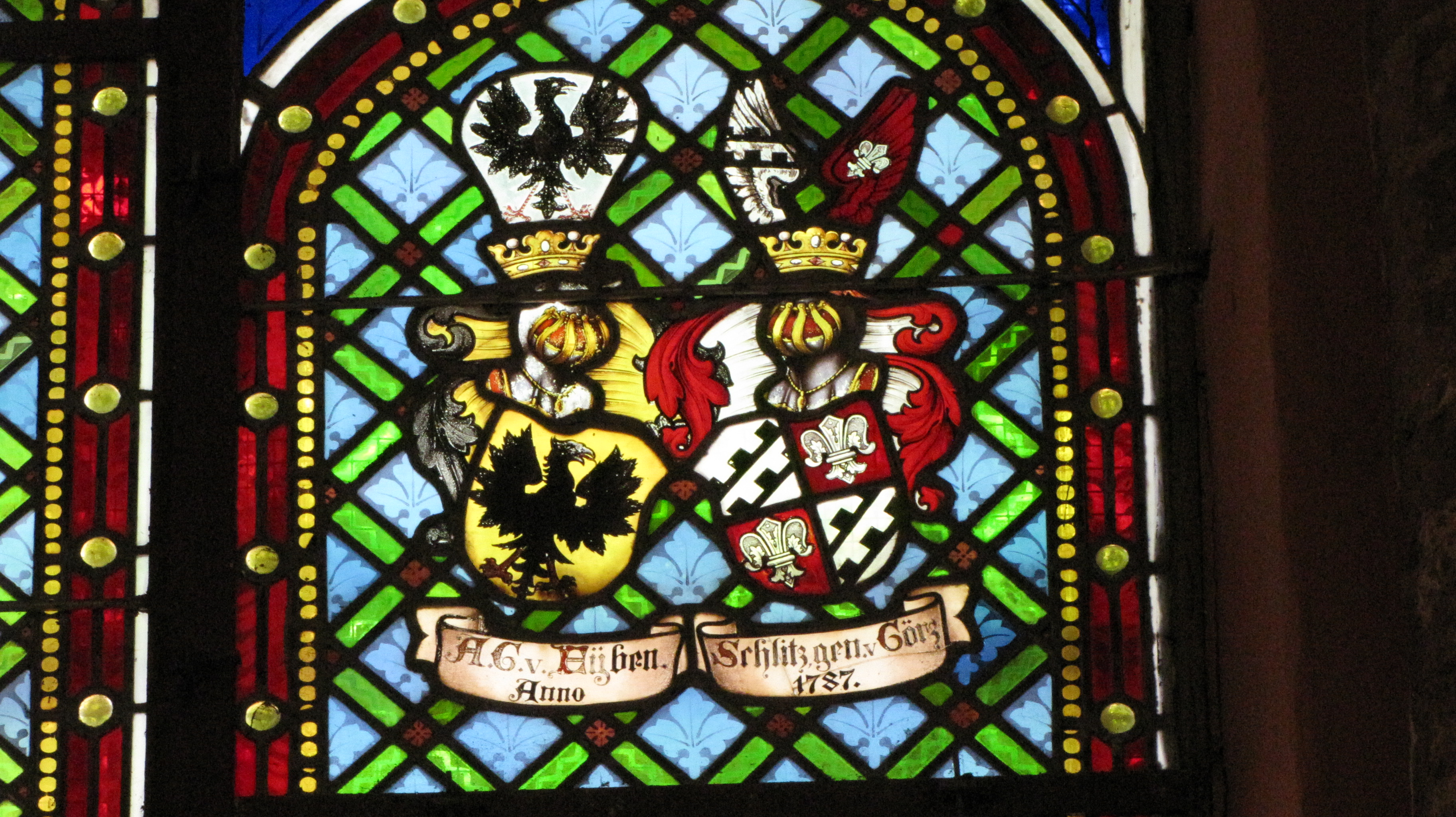
A.G. von Eyben & Schlitz gen. von Görz 1787
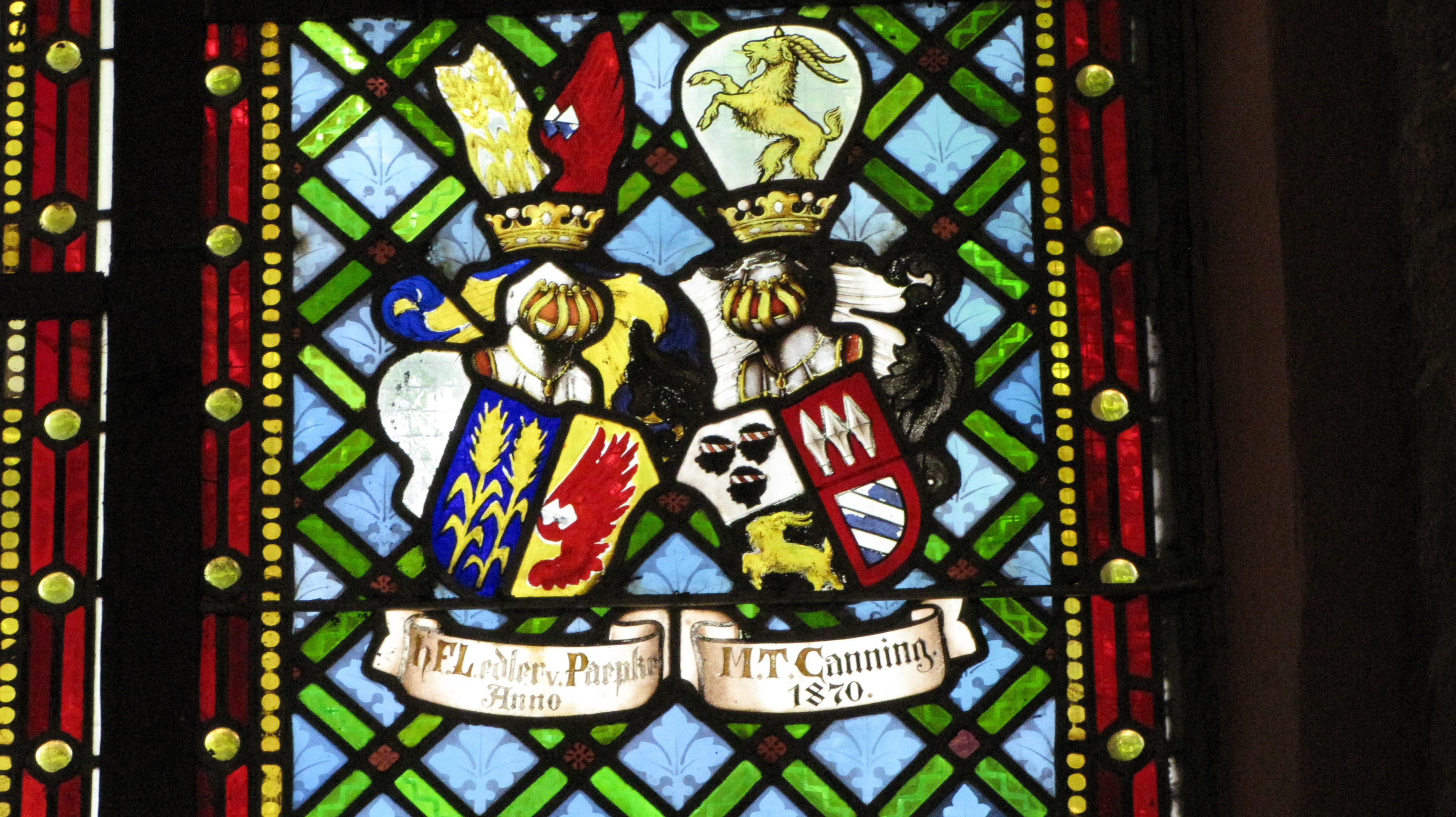
H. F.L. Edler von Paepke & M.T. Canning 1870
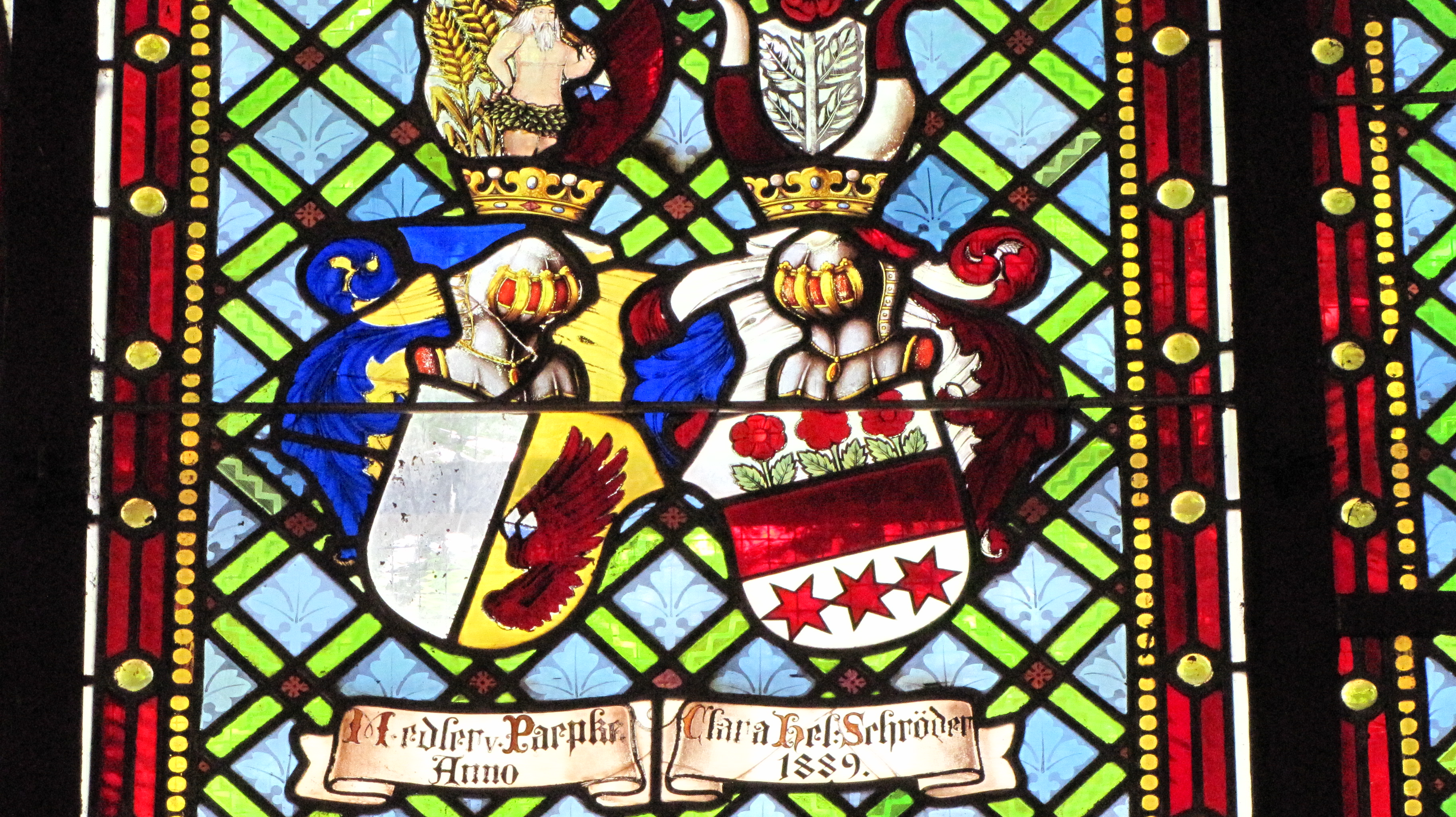
M. Edler von Paepke & Clara Helene Schroeder, 1889

Nach dem Zweiten Weltkrieg wurde das Herrenhaus als Flüchtlingsunterkunft und Kinderheim genutzt, von 1947 bis 1960 nahm es eine landwirtschaftliche Fachschule auf. Von 1961 bis 1990 diente das in der Nähe der innerdeutschen Grenze gelegene Schloss als Kaserne für hier stationierte Grenztruppen der DDR. Nach der Wende wurde das Gebäude an einen Investor verkauft, der es bis 1999 zu einem Hotel umbauen ließ. Nach einer Weiterveräußerung wurde das Konzept von einem offenen Restaurant- und Hotelbetrieb auf einen reinen Veranstaltungsbetrieb modifiziert. Seit 2020 wird in dem Anwesen eine Privatklinik betrieben.

### Das Gebäude, die Hof- und Gartenanlage
Der Kern des Schlosses geht auf das Herrenhaus von 1839 zurück. Es handelte sich ursprünglich nur um den neunachsigen Mittelbau, dessen westwärts gerichteter Mittelrisalit mit einer begehbaren Dachterrasse bekrönt war. Um 1890 wurde das Gebäude um den schmalen, flügelartigen Nordtrakt erweitert. Das südliche Pendant entstand erst während der Umbauphase zum Hotel am Ende des 20. Jahrhunderts, das Gebäude war also für nahezu 100 Jahre asymmetrisch gegliedert. Das Schloss ist in hellen Farben verputzt, die mittleren Achsen übergiebelt. Die nach Osten gerichtete Hoffassade zeigt zwei Haupt- sowie ein Attikageschoss und den halbhohen Keller, die rückwärtige, nach Westen gerichteten Fassaden stehen aufgrund einer Hanglage über einem hohen Keller. Das Gebäude ist dezent in den Formen des historistisch geprägten Klassizismus gestaltet. Im Inneren des Gebäudes hat sich, bedingt durch die lange Fremdnutzung und den Umbau zum Hotel, nur wenig der einstigen Ausstattung erhalten. Erhalten hat sich unter anderem die hölzerne Kassettendecke des Gartensaals.
Das Gebäude steht am Ende einer langen Hofauffahrt, der eigentliche Gutshof, von dem nur noch wenige Nebenbauten erhalten sind, lag östlich der Anlage. Um das Herrenhaus, vor dessen Westfassade die Stepenitz fließt, wurde ein Landschaftsgarten englischer Prägung mit Baumgruppen und Wasserflächen angelegt.